# Wild Orchid (banda)
Wild Orchid foi um grupo pop feminino dos Estados Unidos, com Stacy Ferguson (mais tarde entrou para o The Black Eyed Peas como Fergie), Stefanie Ridel e Renee Sands (duas delas vindas do programa Kids Incorporated).

## Discografia

### Álbuns
| Capa | Informações do álbum |
| ---- | --- |
|      | Wild Orchid - Lançamento: 27 de Março de 1997 - Melhores posições: #153 EUA, #4 Top Heatseekers - Última Certificação RIAA: Ouro - Singles: "At Night I Pray", "Talk To Me", "Supernatural", "Follow Me/I Won't Play The Fool" (remixes promocionais apenas) - Vendas mundiais: 700.000 de cópias |
|      | Oxygen - Lançamento: 29 de Setembro de 1998 - Melhores posições: nenhuma - Última Certificação RIAA: nenhuma - Singles: "Be Mine", "Come As You Are" (proposto como 2º single) - Vendas mundiais: 500.000 cópias                                                                                  |
|      | Fire - Lançamento: nenhum - gravadora recusou-se a lançá-lo - Melhores posições: nenhuma - Última Certificação RIAA: nenhuma - Singles: "Stuttering (Don't Say)", "Just Another Girl" (nunca lançado), "Do Me Right" (nunca lançado) - Vendas mundiais: nenhuma                                   |
|      | Hypnotic - Lançamento: Janeiro de 2003 - Melhores posições: nenhuma - Última Certificação RIAA: nenhuma - Singles: nenhum - Vendas mundiais: 300.000 cópias |

### Singles
| Ano  | Título                     | Álbum       | EUA | Canadá |
| ---- | -------------------------- | ----------- | --- | ------ |
| 1996 | "At Night I Pray" 1        | Wild Orchid | 29  | 29     |
| 1997 | "Talk to Me" 2             | Wild Orchid | 10  | 38     |
| 1997 | "Supernatural" 3           | Wild Orchid | 70  | -      |
| 1998 | "Be Mine" 3                | Oxygen      | 103 | -      |
| 2001 | "Stuttering (Don't Say)" 2 | Fire        | 33  | -      |